# Danmarks Apotekerforening
 Denne artikel omhandler branche- og arbejdsgiverforeningen for apotekere og apoteksbestyrere. For andre betydninger af DA, se DA.
Danmarks Apotekerforening (i forkortet form: DA) blev stiftet i 1844 og er en sammenslutning af alle Danmarks apotekere. Foreningen fungerer som brancheforening og arbejdsgiverforening for apotekerne i Danmark. Det overordnede ansvar for foreningens aktiviteter og politiske virksomhed varetages af bestyrelsen, der består af syv apotekere.
Foreningen har pr. 1. oktober 2014 221 medlemmer. Medlemmerne er indplaceret i otte lokale kredsforeninger, som er lokale afdelinger af Apotekerforeningen.'
Danmarks Apotekerforening udgiver fagbladet Farmaci, som udkommer 10 gange om året.

## Sekretariat
Foreningens sekretariat blev oprettet i 1926 og består pr. 1. oktober 2014 af cirka 60 ansatte – deriblandt farmaceuter, farmakonomer, jurister samt kontorpersonale og teknisk personale.
Sekretariatet servicerer apotekerne og varetager deres interesser, blandt andet som forhandlings-partner i forhold til Sundhedsministeriet og de to personaleorganisationer på apoteksområdet, Pharmadanmark og Farmakonomforeningen.
Sekretariatet flyttede i 1986 ind i Dehns Palæ på Bredgade 54 i København K.

## Eksterne kilder, links og henvisninger
- Danmarks Apotekerforenings hjemmeside

55°41′6.29″N 12°35′27.96″Ø / 55.6850806°N 12.5911000°Ø
| Apoteksvæsen | Spire Denne artikel om apoteksvæsen er en spire som bør udbygges. Du er velkommen til at hjælpe Wikipedia ved at udvide den. |